# Maria João Falcão
Maria João Falcão é uma actriz portuguesa.

## Percurso
Maria João Falcão nasceu em Lisboa em 1979.
Em 2001 concluiu o bacharelato de Formação de Actores da ESTC. Frequentou workshops com Eric de Bont, Emma Dante, Gil Allons, John Frey e Filipe Crawford. 
Em teatro trabalhou com os encenadores Miguel Loureiro, Amândio Pinheiro ("O Que Sabemos", 2007 e "A Gorda", 2008), Miguel Moreira, Nuno Cardoso, André Murraças, André Amálio e Paulo Ferreira.
Trabalhou com os realizadores Luís Filipe Rocha ("A Passagem da Noite"), João Nuno Pinto, João Pedro Rodrigues ("Odete"), Gil Ferreira ("Noite Branca") e João Costa Menezes ("o Serial Killer"). 
Em televisão participou em séries e telenovelas como "Vingança" e "Feitiço de Amor".

## Televisão
- Maria Rosa dos Santos em Lúcia, a Guardiã do Segredo, SIC 2023
- Gisela em Rabo de Peixe, Netflix 2023
- Clara em Na Porta ao Lado: Medo, SIC 2021
- Albina em Terra Nova, RTP 2020
- Filomena em Prisão Domiciliária, SIC 2020
- Malvina Alexandra Cardoso em Na Corda Bamba, TVI 2019/2020
- Luísa em Mulheres Assim, RTP 2016
- Teresa Castro de Aguiar em Coração D'Ouro, SIC 2015/2016
- Angela Esteves em Mulheres, TVI 2014/15
- Maria Luisa no telefilme Há Sempre um Amanhã, RTP 2011
- Luisa Mestre em Feitiço de Amor, TVI 2008/2009
- Amélia Gil em Vingança, SIC 2006/2007
- Mafalda em Floribella, SIC 2006
- Inês Paiva Calado em Ninguém Como Tu, TVI 2005
- Leonor Pacheco em Coração Malandro, TVI 2003
- Inês em Riscos, RTP 1997
- Concorrente do Pátio da Fama, RTP 1994

## Streaming
- 2023 - Rabo de Peixe, atriz no papel de Gisela (Elenco Adicional), Netflix

## Filmografia
- A Passagem da Noite, 2003
- A Bela e o Paparazzo, 2010